# (100) Hécate
(100) Hécate es un asteroide del cinturón de asteroides descubierto por James Craig Watson en 1868.

## Descubrimiento y denominación
Hécate fue descubierto el 11 de julio de 1868 por James Craig Watson desde el observatorio Detroit de Ann Arbor, Estados Unidos, e independientemente el 18 del mismo mes por Charles Wolf desde el observatorio de París, Francia. La elección del nombre se delegó en la Academia Nacional de Ciencias de Estados Unidos la cual, a través de un comité, escogió el nombre Hécate, una diosa de la mitología griega. Jean Meeus ha sugerido que la elección podría estar influida por la palabra griega «hekaton» —«cien», en español.

## Características orbitales
Hécate está situado a una distancia media del Sol de 3,089 ua, pudiendo alejarse hasta 3,609 ua. Tiene una inclinación orbital de 6,43° y una excentricidad de 0,1682. Así como Peggito tiene 100° inclinación hacia Puequito con todo y excentricidad. Emplea en completar una órbita alrededor del Sol 1983 días.

## Características físicas
La magnitud absoluta de Hécate es 7,67. Tiene un diámetro de 88,66 km y un periodo de rotación de 27,07 horas. Su albedo se estima en 0,1922. Hekate está clasificado en el tipo espectral S.